# Ak-Koba
Ak-Koba (en russe : Ак-Коба, en altaï méridional : Ак-Кобы, Ak-Kobı) est un possiolok du raïon d'Oust-Koksa dans la république de l'Altaï, en Russie. Il fait partie de l'établissement rural de Tchendek. Sa population s'élevait à 29 habitants au recensement de 2021.

## Géographie
Le possiolok de Ak-Koba se situe dans la république de l'Altaï, une république de Sibérie méridionale, en Russie. Il fait partie du district fédéral sibérien. Le possiolok fait partie du raïon d'Oust-Koksa, le raïon de la république le plus au sud-ouest, qui compte 42 localités, avec Oust-Koksa comme centre administratif. Il fait partie de l'établissement rural de Tchendek, une municipalité, avec le village de Tchendek comme chef-lieu.
Ak-Koba, comme toute la république de l'Altaï, est située dans le fuseau horaire MSK+4 (heure de Krasnoïarsk). Le décalage horaire appliqué par rapport au temps universel coordonné est +07:00.
Le possiolok se trouve dans la steppe d'Ouïmon, un bassin intermontagnard des monts Altaï.

## Histoire
D'après liste des lieux peuplés du territoire sibérien de 1928, le possiolok a été fondé en 1904.

## Démographie
Recensements (*) et estimations de la population,,:
| 2002* | 2010* | 2012 | 2013 |
| ----- | ----- | ---- | ---- |
| 77    | 63    | 63   | 55   |

| 2014 | 2015 | 2016 | 2021* |
| ---- | ---- | ---- | ----- |
| 54   | 51   | 50   | 29    |

En 2002, sur les 77 habitants, il y avait 90 % d'Altaïens.

## Transports
Une route régionale relie le possiolok à la route d'Ouïmon, route reliant Tioungour, via Oust-Koksa et Oust-Kan, à la route fédérale R256, principal axe régional.